# Station Police
Station Police was een spoorwegstation in de Poolse plaats Police.

## Spoorlijnen
Het station ligt aan twee spoorlijnen:
- Spoorlijn 406 met de nabije haltes: Szczecin Mścięcino en Police Zakład
- Spoorlijn 431 met de nabije halte: Police Chemia